# Helios 2
För andra betydelser, se Helios (olika betydelser).
Helios 2 var en västtysk och amerikansk rymdsond som studerade solen. Rymdsonden sköts upp med en Titan IIIE-raket, från Cape Canaveral, den 15 januari 1976. 
Syftet med rymdsonden var att studera det interplanetära mediet och solen vad avser solvind, magnetiska och elektriska fält, kosmisk strålning och småpartiklar.
I början av 1980-talet hade rymdsonden slutfört sitt uppdrag.

## Rekord
Rymdsonden är en av de snabbaste människogjorda objekten någonsin med 252 792 km/h (70,2 km/s).
Rymdsonden innehar även rekordet för minsta avståndet till solen, 0,29 AE.

## Helios 1
Helios 2 hade en tvilling sond kallad Helios 1

### Fotnoter
1. ↑  ”NASA Space Science Data Coordinated Archive” (på engelska). NASA. https://nssdc.gsfc.nasa.gov/nmc/spacecraft/display.action?id=1976-003A. Läst 5 april 2020.